# Sundasciurus fraterculus
Sundasciurus fraterculus är en däggdjursart som först beskrevs av Thomas 1895.  Sundasciurus fraterculus ingår i släktet sundaekorrar, och familjen ekorrar. IUCN kategoriserar arten globalt som starkt hotad. Inga underarter finns listade i Catalogue of Life.
Arten förekommer endemisk på Mentawaiöarna sydväst om Sumatra. Den lever där i städsegröna skogar i låglandet.